# Château de Dompierre-sur-Authie
Ne doit pas être confondu avec le château de la Tour (Dompierre-sur-Authie).
Le château de Dompierre-sur-Authie est situé sur le territoire de la commune de Dompierre-sur-Authie au nord-ouest du département de la Somme.

## Historique
Charles de Rambures fit construire en 1627 ce château comme l'indique la date gravée près de la porte  d'entrée.

## Caractéristiques
Le château a été construit en brique et pierre. Les toitures ont été restaurées dans le style d'origine. Un escalier à vis donne accès aux étages. Dans les pièces intérieures la brique est apparente dans toutes les pièces. Des pièces ont conservé des cheminées monumentales aux armes de Charles de Rambures.